# 4361 Nezhdanova
4361 Nezhdanova је астероид главног астероидног појаса са средњом удаљеношћу од Сунца која износи 3,142 астрономских јединица (АЈ).
Апсолутна магнитуда астероида је 12,4.